# Језава
Река Језава (дугачка 47,5 km) припада Црноморском сливу. Десна је притока Дунава, у који се улива у Смедереву код тврђаве (са десне стране). Површина слива реке Језаве је 660 km². До 1897. године била је рукавац Велике Мораве, а тада је од ње одвојена насипом. Језава је регулисана 1967. године, тако да се више не улива у Дунав, а на њеном бившем ушћу је изграђена марина.

## Назив реке
Постоје приче да је назив река добила од језе коју је изазивала у народу својом плаховитошћу и честим изливањима и плављењима Годоминског поља и самог града Смедерева.

## Притоке
Језава има притоке само са леве стране. Поред већих река, чији су сливови посебно третирани (Раља и Коњска река), ту спадају још и неколико саглашених и неколико некоординисаних речних токова. Од саглашених токова, најважнији су Петријевски и Вучачки поток (низводно од ушћа Раље), а од некоординисаних – све приточице узводно од ушћа Коњске реке.